# Вілкінс (аеродром)
Вілкінс (англ. Wilkins Runway) — аеродром, розташований у Східній частині Антарктиди за 65 км від узбережжя Південного океану неподалік від східного берега моря Моусона. Названий на честь австралійського пілота-полярника Г'юберта Вілкінса, який першим здійснив політ над Антарктикою.
Є одна злітно-посадкова смуга довжиною 4000 м з жорстким льодовим покриттям.

## Будівництво
Будівництво злітно-посадкової смуги в Австралійських антарктичних територіях планувалося ще в 1950-х роках. Однак у силу матеріально-технічних, політичних і екологічних проблем постійно відкладалося.
Будівництво ЗПС почалося тільки в 2005 році. Місце вибрано на Верхньому льодовику Петерсона (англ. Upper Peterson Glacier), який має товщину близько 700 м і рухається зі швидкістю близько 12 м/рік. На реалізацію проєкту потрібно 46,3 млн $ AUD.

## Використання
Перший політ планувався ще в грудні 2007 року, проте для забезпечення регулярних перевезень австралійське Управління з нагляду за безпекою цивільних авіаперельотів висунуло до авіакомпанії Skytraders жорсткі вимоги щодо технічного забезпечення польотів. Крім того, влада зажадала від авіаперевізника поєднати доставлення пасажирів і вантажів на базу Кейсі з наглядом за японськими китобійними суднами, які ведуть заборонений промисел біля узбережжя Антарктиди.
Перший політ за маршрутом Гобарт — Вілкінс відбувся 11 січня 2008 року. Літак Airbus A319 подолав відстань в 3400 км за 4,5 години. На борту перебувало 19 пасажирів, серед яких австралійський міністр навколишнього середовища Пітер Гарретт, а також група вчених на чолі з керівником австралійського інституту антарктичних досліджень.
Нині польоти Тасманія — Антарктида виконуються регулярно від жовтня до березня один раз на тиждень на літаку А-319 авіакомпанії Skytraders із Міжнародного аеропорту міста Гобарт. Цей рейс недоступний для туристів, він обслуговує тільки науковців та учасників дослідницьких експедицій.